# Letheobia leucosticta
Letheobia leucosticta — вид змій родини сліпунів (Typhlopidae). Мешкає в Ліберії.

## Поширення і екологія
Letheobia leucosticta відомі за типовим зразком, зібраним, ймовірно, в Ліберії.